# Ross Bagdasarian
Ross Bagdasarian, auch bekannt als David Seville, (* 27. Januar 1919 in Fresno, Kalifornien als Rostom Sipan Bagdasarian; † 16. Januar 1972 in Beverly Hills, Kalifornien) war ein US-amerikanischer Sänger, Songschreiber und Schauspieler. Er wurde als Schöpfer von „Alvin und die Chipmunks“ bekannt.

## Leben und Karriere
Seine Eltern waren Armenier und wanderten aus dem Osmanischen Reich in die Vereinigten Staaten ein. Seville feierte seine ersten Erfolge mit der Single Come On-a My House, die er zusammen mit seinem Vetter, dem Autor William Saroyan für Rosemary Clooney schrieb. Er war der Erste, der die Aufnahme seiner Stimme mit verschiedenen Geschwindigkeiten ablaufen ließ. Er veröffentlichte damit Platten als The Chipmunks. Ihm ist die erwachsene Person in der daraus resultierenden Zeichentrickserie Alvin und die Chipmunks nachempfunden. Bis heute existieren die Chipmunks durch Aufnahmen, Fernsehserien und Verfilmungen weiter.
Nebenbei betätigte er sich in den 1950er-Jahren auch als Nebendarsteller in rund einem Dutzend Filmen, am bekanntesten ist vermutlich sein Auftritt als mittelloser Komponist in Alfred Hitchcocks Thriller Das Fenster zum Hof mit James Stewart und Grace Kelly.
In Deutschland landete David Seville lediglich einen Hit mit Witch Doctor, der 1958 Platz 12 der Charts erreichte. Nachdem Seville 1972 an einem Herzinfarkt gestorben war, führte sein Sohn Ross Bagdasarian, Jr. (* 1949) die Band weiter. Sevilles Urne wurde im Chapel of the Pines in Los Angeles, Kalifornien beigesetzt.

## Hits
- 1958: The Chipmunk Song
- 1958: Witch Doctor
- 1959: Alvin’s Harmonica

## Filmografie
- 1952: Die größte Schau der Welt (The Greatest Show on Earth)
- 1952: Viva Zapata!
- 1953: Ein Lied, ein Kuß, ein Mädel (The Stars are Singing)
- 1953: Durch die gelbe Hölle (Destination Gobi)
- 1953: The Girls of Pleasure Island
- 1954: Stalag 17
- 1954: Weißer Tod in Alaska (Alaska Seas)
- 1954: Das Fenster zum Hof (Rear Window)
- 1955: Meet Mr. McNutley (Fernsehserie, 1 Folge)
- 1955: The Pepsi-Cola-Playhouse (Fernsehserie, 1 Folge)
- 1955: Kismet
- 1956: Feuer im Blut (Hot Blood)
- 1956: Auch Helden können weinen (The Proud and Profane)
- 1956: Rivalen ohne Gnade (Three Violent People)
- 1957: Die Teufelskurve (The Devil's Hairpin)
- 1958: Durchbruch bei Morgenrot (The Deep Six)
- 1959: The Dick Clark Show (Fernsehserie, 1 Folge)
- 1961: The Alvin Show (Fernsehserie, 2 Folgen)